# Zygmunt Puławski
Zygmunt Puławski (Lublino, 24 ottobre 1901 – Varsavia, 21 marzo 1931) è stato un ingegnere polacco, importante progettista aeronautico.

## Biografia
Zygmunt Puławski nasce a Lublino, il 24 ottobre 1901, da una famiglia appartenente alla classe operaia. La famiglia Puławski si amplia ben presto con l'arrivo di altri tre fratelli: Maria, Zdzislaw e Kazimierz. Il padre lavora come operaio presso una fabbrica di macchine agricole, ed ha difficoltà a mantenere dignitosamente la famiglia. Le difficoltà della vita influenzano fortemente il giovane Puławski, che diviene ambizioso, mirando costantemente a raggiungere l'indipendenza economica appena gli fosse possibile. Dopo il diploma di scuola elementare inizia a frequentare il Ginnasio Zgromadzenia a Vetteranów. Durante questo periodo entra a far parte dell'associazione dei boy scout, cui si dedica completamente, e questo ha un notevole ruolo nel plasmare la sua personalità e il suo atteggiamento nei confronti della vita.
Profondamente patriota partecipa, come esploratore appartenente alla Kompani Szkolnej nº 3, al disarmo delle forze armate austro-ungariche presenti sul territorio polacco nel novembre del 1918, e successivamente, assieme ai suoi colleghi, alla lotta per l'indipendenza della Polonia contro i sovietici.
Nell'estate del 1921, nel corso dell'offensiva lanciata dai sovietici contro il neo costituito Stato polacco, si arruola volontariamente in un battaglione di esploratori (Związek Harcerstwa Polskiego). Dopo aver lasciato l'esercito alla fine della guerra, inizia gli studi presso la Facoltà di Meccanica del Politecnico di Varsavia. Durante il primo anno si distingue come studente modello, completo e pieno di entusiasmo, dimostrando un notevole talento nella progettazione. Frequenta i corsi con diligenza, diventando membro attivo della Sezione Aviazione del Club degli Studenti di Meccanica, dove collabora a realizzare un modello di aliante, l'SL-3. Pur frequentando assiduamente i corsi partecipa, nel 1923, ad un secondo concorso indetto per la realizzazione di un aliante, ben presto affiancato da un ulteriore concorso, questa volta relativo alla realizzazione di un aereo militare, biplano, da ricognizione. In risposta al terzo requisito Puławski presenta un progetto, designato Scout, relativo ad un velivolo biplano, biposto, da aerocooperazione, equipaggiato con un propulsore Lorraine-Dietrich da 450 hp.
Da studente praticò vari sport, tra cui sci ed alpinismo, organizzando anche una serie di gite turistiche in tutto il paese. Diviene, inoltre, membro dell'Aereo Club Accademico di Varsavia, conseguendo la licenza di pilota sportivo.
Nel 1925 si laurea ingegnere presso l'Università di Varsavia, e subito dopo si trasferisce in Francia, assunto come semplice meccanico presso la fabbrica aeronautica di Louis Breguet. Successivamente al suo ritorno in patria presta il servizio militare obbligatorio, iniziando i corsi di pilotaggio presso la Scuola d'Aviazione di Poznań, trasferendosi poi a quella di Bydgoszcz. Alla fine dei corsi ottiene la qualifica di pilota militare.
Nel 1927 Puławski viene assunto come capo disegnatore presso la fabbrica aeronautica Centralne Warsztaty Lotnicze (CWL) di Varsavia. Questa azienda viene ben presto riorganizzata nella neocostituita fabbrica statale aeronautica Państwowe Zakłady Lotnicze (PZL).
Nel 1928 progetta, in risposta ad un requisito per un velivolo da caccia emesso dall'aviazione militare polacca, un moderno aereo monoplano, designato PZL P.1. Tale velivolo era equipaggiato con un moderno propulsore in linea Hispano-Suiza da 600 hp.
Per il caccia PZL P.1 l'ingegner Puławski progettò ed utilizzò un'ala a gabbiano, che garantiva al pilota, posizionato nell'abitacolo, un'eccellente visibilità anche verso il basso. Il prototipo del caccia volò per la prima volta il 25 settembre 1929, nelle mani del collaudatore Bolesław Orliński, suscitando grande interesse nell'ambiente aeronautico mondiale. Il disegno della sua ala divenne noto come "Puławski wing" o "ala polacca", e fu copiato, più tardi, da altri progettisti di aerei.
Il caccia P.1 non venne riprodotto in serie, venendogli preferiti ulteriori realizzazioni dotate di motore radiale. Nel 1930 il prototipo del PZL P.1 (con matricola civile SP-ADO) partecipò al concorso internazionale per velivoli da caccia (International Fighter Contest), tenutosi a Bucarest nel giugno 1930. Pilotato sia dal collaudatore Bolesław Orliński, che dal colonnello Jerzy Kossowski, aereo ottiene un successo sensazionale, risultando nettamente superiore ai vari velivoli concorrenti presentati: Bristol Bulldog, Dewoitine D.27, Letov Š-31, Fokker D.XV ed altri. L'aereo polacco conquista, sulle quindici prove previste dal concorso, otto primi posti, suscitando ammirazione e stima.
Un'ulteriore sviluppo del P.1 fu il caccia PZL P.6 dotato di motore radiale Bristol Jupiter, che volò per la prima volta nell'agosto 1930.
Una variante migliorata del P.6, il PZL P.7, dotata di propulsore radiale Bristol Jupiter VII F venne prodotta in una serie di 150 esemplari per l'Aeronautica militare polacca. All'inizio del 1931 Puławski disegnò un altro prototipo di caccia, il PZL P.8, che ritornava ad utilizzare un propulsore in linea, che egli prediligeva. Il prototipo del P.8 volò per la prima volta nell'agosto del 1931.
Già nel 1930 le autorità militari avevano ordinato all'ingegner Puławski di cominciare il lavoro di progettazione del successore del caccia P.7 allora in servizio. Su una cellula derivata da quella del P.7, e ampiamente modificata, l'ingegner Puławski installò un propulsore più potente, dando vita così al caccia PZL P.11.
Durante quegli anni Puławski volava regolarmente presso l'aereo club di Varsavia, e effettuò viaggi in un certo numero di paesi europei, compreso uno nel Mar Egeo, ed uno in Africa, dove si avventurò nel deserto del Sahara. Il suo sogno era quello di possedere un aereo da turismo Beechcraft è per questo, oltre ai lavori sul progetto del caccia P.11, decise di sviluppare un proprio, originale, disegno relativo ad un velivolo anfibio da turismo. Sul prototipo di tale aereo, designato PZL P.12, fece dipingere il codice "H" dal nome del pittore di Varsavia Hanka Henneberg, grande appassionato di aviazione.
Il 21 marzo 1931 l'ingegner Puławski decise di collaudare in volo l'ultima delle sue realizzazioni. Subito dopo il decollo, a causa di una raffica di vento forte, l'aereo precipitò al suolo, su una strada del quartiere Ochota di Varsavia, causando la morte del pilota. Due giorni dopo a Varsavia si svolsero i solenni funerali, al termine dei quali il corteo funebre proseguì fino alle porte di Lublino, dove, per decisione della famiglia, le spoglie di Puławski vennero tumulate presso il cimitero di Lipowej.
Successivamente alla sua morte il progetto del caccia P.11 venne completato dall'ingegner Wsiewołod Jakimiuk. Tale aereo fu il principale caccia polacco, utilizzato durante l'invasione tedesca della Polonia, cominciata in 1º settembre 1939. Dopo la morte di Puławski, con ai comandi il pilota collaudatore Bolesław Orliński, il primo prototipo del PZL P.6 vinse le National Air Races tenutesi a Cleveland, negli Stati Uniti d'America, nell'agosto del 1931. A quell'epoca parte della stampa militare lo definì il miglior aereo da combattimento del mondo.
Secondo alcune fonti solamente le realizzazioni di Puławski presso la PZL hanno diritto a portare la lettera P davanti al numero progressivo.

## Realizzazioni
- PZL P.1
- PZL P.2
- PZL P.6
- PZL P.7
- PZL P.8
- PZL P.9
- PZL P.10
- PZL P.11
- PZL P.12